# ژابوکرات
ژابوکرات (به بلغاری: Zhabokrat) یک منطقهٔ مسکونی در بلغارستان است که در شهرستان کیوستندیل واقع شده‌است.